# Ochthera loreta
Ochthera loreta är en tvåvingeart som beskrevs av Cresson 1931. Ochthera loreta ingår i släktet Ochthera och familjen vattenflugor. Inga underarter finns listade i Catalogue of Life.